# Radha (Majábharata)
Para Radha, la principal compañera de Krishná, véase Radharani.
Radha es un personaje del texto épico Majabhárata. Era la esposa del sutá Ádhiratha (auriga del rey Shūra de Anga).
Su esposo encontró al niño recién nacido (abandonado por su madre la reina Kuntí en un canasto en el río Ganges).
Ádhiratha y Radha lo adoptaron como hijo y lo llamaron Karna (porque lo encontraron con aretes de oro en las orejas).
En su adultez era conocido como Sūtá Putra o Sūtáya (hijo de un sūtá), como Vásushena (que distribuye riquezas de manera liberal) y a veces como Rādheia (hijo de Rādhā).